# حكومة سامي الصلح الثامنة
الحكومة اللبنانية السابعة والعشرون بعد الاستقلال، والثانية عشر بعهد الرئيس كميل شمعون، وهي ثامن حكومة يترأسها سامي الصلح (السابعة بعد الاستقلال). شكلت الحكومة بموجب المرسوم رقم 19142 بتاريخ 14 آذار / مارس 1958، ونالت الثقة بموجب 38 صوتاً ضد 15 صوتاً، واستقالت الحكومة بتاريخ 24 أيلول / سبتمبر 1958.

## أعضاء الحكومة
- سامي الصلح رئيساً لمجلس الوزراء ووزيراً للداخلية.
- خليل الهبري وزيراً للأشغال العامة.
- كاظم الخليل وزيراً للاقتصاد الوطني.
- فريد قوزما وزيراً للأنباء.
- بشير العثمان وزيراً للبرق والبريد والهاتف.
- كلوفيس الخازن وزيراً للتربية الوطنية والفنون الجميلة.
- جوزيف شادر وزيراً للتصميم العام.
- شارل مالك وزيراً للخارجية والمغتربين.
- رشيد بيضون وزيراً للدفاع الوطني.
- مجيد أرسلان وزيراً للزراعة.
- جوزيف سكاف وزيراً للشئون الاجتماعية.
- ألبير مخيبر وزيراً للصحة العامة.
- بشير الأعور وزيراً للعدلية.
- بيار إده وزيراً للمالية.

### تعديلات حكومية
- في 22 أيار / مايو 1958 استقال وزيرا الدفاع الوطني والبرق والبريد والهاتف فتم تعيين:
  - سامي الصلح وزيراً للدفاع الوطني.
  - كاظم الخليل وزيراً للبرق والبريد والهاتف.
- بعد انتخاب قائد الجيش اللواء فؤاد شهاب رئيساً للجمهورية استقال من الحكومة في اليوم التالي لجلسة الانتخاب الوزير بيار إده، إلا أن استقالته لم يبت بها.
- في 11 أغسطس 1958 استقال من الحكومة الوزير بشير الأعور، وعين رئيس الحكومة سامي الصلح وزيراً للعدلية خلفاً له.

## وصلات خارجية
- موقع رئاسة مجلس الوزراء الرسمي